# ヌレイエフ
- ヌレエフ

ヌレイエフ（Nureyev） は、サラブレッド競走馬。半妹にナンバー（父Nijinsky II。日本で種牡馬として活躍したジェイドロバリーの母）、フェアリーブリッジ（父Bold Reason。ヨーロッパの大種牡馬サドラーズウェルズ、フェアリーキングの母）がいる。名前の由来は父母の名前からの連想で、バレエダンサーのルドルフ・ヌレエフから（由来を尊重するためにヌレエフの表記も少なからず見られる）。

## 競走成績
1978年のキーンランド2歳市場で2億7000万円でギリシャのスタブロス・ニアルコスによって買われた。2歳時は1戦1勝。それも重賞レースでの勝利（トーマスブライアン賞）。続く3歳初戦のジェベル賞も勝ち、3戦目は2000ギニー。ここでも1位で入線したが、競走後半における3位入線馬ポッセ（Posse）に対する進路妨害のため失格。その後感染症の病気にかかり引退した。
引退後はフランスで1年間種牡馬生活を送り、その後は32億円のシンジケートを組みアメリカへ。2001年に死亡するまで欧米で数多くの名馬を輩出した。

## 種牡馬実績
1987年、1997年フランスリーディングサイアー。
なお、ヌレイエフは種牡馬時代に大事故を起こしたことがある。1987年5月、放牧先で牧柵を蹴ってしまい右後肢を粉砕骨折する大事故を起こした。普通なら安楽死処分になりかねない重大なケガであったが、当時の最先端医療を駆使して奇跡的に回復し、手術から7か月後には牧場に戻って翌年から種牡馬復帰を果たした。

### 主な産駒
- 1982年産
  - *マジックミラー / Magic Mirror（種牡馬、ワールドクリークの父）
  - シアトリカル / Theatrical（1987年ターフクラシックステークス、マンノウォーステークス、ブリーダーズカップ・ターフなど、G1・6勝）
- 1983年産
  - ソニックレディ / Sonic Lady（1986年アイリッシュ1000ギニー、サセックスステークス、ムーラン・ド・ロンシャン賞）
- 1984年産
  - アルワウーシュ / Alwuhush（1989年イタリア共和国大統領賞、ミラノ大賞典、カールトン・F・バークハンデキャップ）
  - アノコンナー / Annoconnor（1988年ラモナハンデキャップ、ヴァニティーハンデキャップ、サンタアナハンデキャップ）
  - ミエスク / Miesque（1987年・1988年ジャック・ル・マロワ賞、ブリーダーズカップ・マイルなど、G1・10勝）
  - *ソヴィエトスター / Soviet Star（1987年プール・デッセ・デ・プーラン、サセックスステークス、フォレ賞など、G1・5勝）
  - *ステートリードン / Stately Don（1987年セクレタリアトステークス、ハリウッドダービー）
- 1986年産
  - ジルザル / Zilzal（1989年サセックスステークス、クイーンエリザベス2世ステークス）
- 1987年産
  - ポーラーファルコン / Polar Falcon（1991年スプリントカップ）
- 1989年産
  - キットウッド / Kitwood（1992年ジャンプラ賞）
  - ウルフハウンド / Wolfhound（1992年フォレ賞、1993年スプリントカップ）
- 1991年産
  - *ハートレイク / Heart Lake（1995年安田記念）
- 1993年産
  - *スピニングワールド / Spinning World（1996年・1997年ジャック・ル・マロワ賞、1997年ブリーダーズカップ・マイルなど、G1・5勝）
- 1994年産
  - *パントレセレブル / Peintre Celebre（1997年ジョッケクルブ賞、パリ大賞典、凱旋門賞）
  - リームズオブヴァーズ / Reams of Verse（1996年フィリーズマイル、1997年オークス）
  - *ブラックホーク（1999年スプリンターズステークス、2001年安田記念）
- 1996年産
  - *ストラヴィンスキー / Stravinsky（1999年ジュライカップ、ナンソープステークス）
- 1997年産
  - *ファスリエフ / Fasliyev（1999年フェニックスステークス、モルニ賞）

### 母父としての主な産駒
太字はGI/JpnI級競走
- 1989年産
  - アイルトンシンボリ：父シンボリルドルフ（ステイヤーズステークス2回）
- 1990年産
  - スターバレリーナ：父Risen Star（ローズステークス）
- 1992年産
  - シェイクハンド：父Mr. Prospector（ニュージーランドトロフィー4歳ステークス）
- 1996年産
  - トゥザヴィクトリー：父サンデーサイレンス（クイーンステークス、府中牝馬ステークス、阪神牝馬特別、エリザベス女王杯）
  - ソニンク：父Machiavellian（繁殖牝馬）
- 1997年産
  - イーグルカフェ：父Gulch（共同通信杯4歳ステークス、NHKマイルカップ、七夕賞、ジャパンカップダート）
- 1998年産
  - ジャングルポケット：父トニービン（札幌3歳ステークス、共同通信杯、東京優駿、ジャパンカップ）
  - ケイアイミリオン：父アフリート（浦和記念）
  - シンコウカリド：父Silver Hawk（セントライト記念）
  - フジノコンドル：父オジジアン（サマーチャンピオン、サラブレッドチャレンジカップ）
- 1999年産
  - ゴールドアリュール：父サンデーサイレンス（ジャパンダートダービー、ダービーグランプリ、フェブラリーステークス、東京大賞典、アンタレスステークス）
  - ビーポジティブ：父サンデーサイレンス（クイーン賞）
- 2000年産
  - サイレントディール：父サンデーサイレンス（シンザン記念、武蔵野ステークス、佐賀記念）
  - グラスボンバー：父Machiavellian（福島記念）
- 2001年産
  - サヨウナラ：父ブライアンズタイム（エンプレス杯）
- 2002年産
  - コンラッド：父ダンスインザダーク（ラジオたんぱ賞）
- 2003年産
  - フサイチパンドラ：父サンデーサイレンス（エリザベス女王杯、札幌記念）
  - トーホウアラン：父ダンスインザダーク（京都新聞杯、京都大賞典、中日新聞杯）
- 2004年産
  - スリープレスナイト：父クロフネ（スプリンターズステークス、CBC賞、北九州記念）
  - ヘッドライナー：父サクラバクシンオー（CBC賞）
- 2005年産
  - ダイワワイルドボア：父アグネスタキオン（セントライト記念）
- 2007年産
  - ゴールスキー：父ネオユニヴァース（根岸ステークス）
- 2008年産
  - フレールジャック：父ディープインパクト（ラジオNIKKEI賞）
- 2009年産
  - マーティンボロ：父ディープインパクト（中日新聞杯、新潟記念）

## 血統表
| ヌレイエフの血統                    | ヌレイエフの血統                       | ヌレイエフの血統                       | （血統表の出典）                       | （血統表の出典） |
| 父系                                | ノーザンダンサー系                     | ノーザンダンサー系                     | ノーザンダンサー系                     | [ § 2 ]          |
| 父 Northern Dancer 1961 鹿毛 カナダ | 父の父Nearctic 1954 黒鹿毛 カナダ      | Nearco                                 | Pharos                                 | Pharos           |
| 父 Northern Dancer 1961 鹿毛 カナダ | 父の父Nearctic 1954 黒鹿毛 カナダ      | Nearco                                 | Nogara                                 |                  |
| 父 Northern Dancer 1961 鹿毛 カナダ | 父の父Nearctic 1954 黒鹿毛 カナダ      | Lady Angela                            | Hyperion                               | Hyperion         |
| 父 Northern Dancer 1961 鹿毛 カナダ | 父の父Nearctic 1954 黒鹿毛 カナダ      | Lady Angela                            | Sister Sarah                           |                  |
| 父 Northern Dancer 1961 鹿毛 カナダ | 父の母Natalma 1957 鹿毛 アメリカ       | Native Dancer                          | Polynesian                             | Polynesian       |
| 父 Northern Dancer 1961 鹿毛 カナダ | 父の母Natalma 1957 鹿毛 アメリカ       | Native Dancer                          | Geisha                                 |                  |
| 父 Northern Dancer 1961 鹿毛 カナダ | 父の母Natalma 1957 鹿毛 アメリカ       | Almahmoud                              | Mahmoud                                | Mahmoud          |
| 父 Northern Dancer 1961 鹿毛 カナダ | 父の母Natalma 1957 鹿毛 アメリカ       | Almahmoud                              | Arbirator                              |                  |
| 母 Special 1969 鹿毛 アメリカ       | 母の父Forli 1963 栗毛 アルゼンチン     | Aristophanes                           | Hyperion                               | Hyperion         |
| 母 Special 1969 鹿毛 アメリカ       | 母の父Forli 1963 栗毛 アルゼンチン     | Aristophanes                           | Commotion                              |                  |
| 母 Special 1969 鹿毛 アメリカ       | 母の父Forli 1963 栗毛 アルゼンチン     | Trevisa                                | Advocate                               | Advocate         |
| 母 Special 1969 鹿毛 アメリカ       | 母の父Forli 1963 栗毛 アルゼンチン     | Trevisa                                | Veneta                                 |                  |
| 母 Special 1969 鹿毛 アメリカ       | 母の母Thong 1964 鹿毛 アメリカ         | Nantallah                              | Nasrullah                              | Nasrullah        |
| 母 Special 1969 鹿毛 アメリカ       | 母の母Thong 1964 鹿毛 アメリカ         | Nantallah                              | Shimmer                                |                  |
| 母 Special 1969 鹿毛 アメリカ       | 母の母Thong 1964 鹿毛 アメリカ         | Rough Shod                             | Gold Bridge                            | Gold Bridge      |
| 母 Special 1969 鹿毛 アメリカ       | 母の母Thong 1964 鹿毛 アメリカ         | Rough Shod                             | Dalmary                                |                  |
| 母系(F-No.)                         | Rough Shod系(FN:5-h)                   | Rough Shod系(FN:5-h)                   | Rough Shod系(FN:5-h)                   | [ § 3 ]          |
| 5代内の近親交配                     | Nearco 3×5=15.62%、Hyperion 4×4=12.50% | Nearco 3×5=15.62%、Hyperion 4×4=12.50% | Nearco 3×5=15.62%、Hyperion 4×4=12.50% | [ § 4 ]          |
| 出典                                | 1. 2. 3. 4.                            | 1. 2. 3. 4.                            | 1. 2. 3. 4.                            | 1. 2. 3. 4.      |